# Kunst im öffentlichen Raum in Magdeburg
In dieser Liste wird die Kunst im öffentlichen Raum Magdeburgs und ihrer Großsiedlung Neu Olvenstedt systematisch im Bild dargestellt und anhand zahlreicher Quellen erläutert.

## Kunst im öffentlichen Raum in Magdeburg
Die Landeshauptstadt Magdeburg ist reich an Denkmalen, Brunnen und Skulpturen als Kunst im öffentlichen Raum. Sie stammen aus vergangenen Jahrhunderten, der Moderne und der Gegenwart.
| Bild | Kunstwerk / Jahr                                                                                             | Künstler                                                       | Anmerkungen |
| ---- | --- | -------------------------------------------------------------- | --- |
|      | Faunbrunnen 1977/1986 Bronze, Klinker                                                                        | Heinrich Apel (1935–2020)                                      | Der Magdeburger Künstler und Restaurator Heinrich Apel schuf sehr viele populäre Skulpturen und Brunnen für den öffentlichen Raum. In einer der ältesten Geschäftsstraßen Magdeburgs, in der Leiterstraße, befindet sich der Faunbrunnen, auch „Teufelsbrunnen“ genannt. Zwei kreisförmige Ziegelstufen erheben die Hauptform auf ein Postament. In, an und um einen großen Bronzekessel sind verschiedene Figuren versammelt, Menschen, Tiere, aber auch Faune, Sirenen und andere skurrile Wesen. Standort: Altstadt, Leiterstraße |
|      | Hasselbachbrunnen 1890 Sandstein, Bronze                                                                     | Karl Albert Bergmeier (1856–1897), Emil Hundrieser (1846–1911) | Den 15 Meter hohe Monumentalbrunnen dominiert ein Sandsteinobelisk, an dessen Seiten zwei weibliche und zwei männliche Figuren sitzen, die Handelsfleiß, Wissenschaft, Ackerbau und Handwerk darstellen. Am Obelisken ist unter anderem ein bronzenes Relief mit dem Abbild des Oberbürgermeisters Hasselbach im Profil. Ein großes Wasserbecken umgibt die mittige Skulpturenkomposition. Eine Rekonstruktion des Denkmals ist bis heute auf dem Haydnplatz zu sehen. Der repräsentative Hasselbachbrunnen musste 1927 der neuen Straßenführung vom Hasselbachplatz weichen und wurde auf seinem heutigen Standort, dem Haydnplatz, 2002 von Peter Michael und Christoph Reichenbach rekonstruiert wieder aufgebaut. Standort: Altstadt, Haydnplatz |
|      | Eisenbartbrunnen 1939 Muschelkalk, Bronze                                                                    | Fritz von Graevenitz (1892–1959)                               | Der Eisenbarthbrunnen erinnert an das Wirken des deutschen Handwerkschirurgen, Wundarztes und Starstechers Johann Andreas Eisenbarth, bekannt als „Doktor Eisenbarth“, ganz in der Nähe des Standortes des von der Mitteldeutschen Landesbank an die Stadt Magdeburg geschenkten Brunnens. Standort: Altstadt |
|      | Aerobiont 1 um 1986 Chrom-Nickelstahl, Aluminium                                                             | Jörg-Tillmann Hinz (* 1947)                                    | Die sich im Wind bewegende Installation des Halleschen Stahlbildhauers wurde im Zusammenhang mit der Sanierung des Quartiers um den Hasselbachplatz Ende der 1980er Jahre in den Stadtraum eingefügt. Abstrakte Formen auf kugelgelagerten, unterschiedlich geneigten Achsen vollführen Bewegungsmuster in leichter, sanft gleitender Bewegung. |
|      | Eingangspforte des Klosters Unser Lieben Frauen 1973 Bronze                                                  | Heinrich Apel (1935–2020)                                      | Von dem Bildhauer Heinrich Apel stammen die Türknaufe in Form eines Frauen- und eines Männerkopfes an der Eingangspforte des Klosters Unser Lieben Frauen, dem städtischen Museum für zeitgenössische Kunst. Im Umfeld des Klosters befindet sich der Skulpturenpark Magdeburg. Der seit 1989 in der Magdeburger Altstadt aufgebaute Skulpturenpark zeigt mehr als 40 verschiedene künstlerische Positionen von Bildhauern und Künstlern. Die Kunstwerke stammten anfangs aus der Sammlung des Kunstmuseums Kloster Unser Lieben Frauen Magdeburg; sie werden sporadisch durch weitere zeitgenössische Beiträge ergänzt. Standort: Altstadt, Kloster Unser Lieben Frauen |
|      | Käthe Kollwitz (1958)/1988 Bronze, Höhe 2,15 m Skulpturenpark Magdeburg                                      | Gustav Seitz (1906–1969)                                       | Die Plastik von Gustav Seitz zeigt die sitzende Käthe Kollwitz. Ihre linke Hand greift nach einer neben ihr stehenden Skizzenmappe, in der rechten Hand hält sie einen Stift. Seitz, der Käthe Kollwitz während seines Studiums an der Kunsthochschule Berlin-Charlottenburg kennengelernt hatte, lehnte sich mit seinem Werk an ein von Käthe Kollwitz 1938 angefertigtes Selbstporträt an. Die seit 1958 in Berlin stehende Plastik wurde 1988 noch einmal in Bronze in der Originalgipsform für den Magdeburger Standort gegossen. |
|      | Aufsteigender 1966/67 Bronze, 2,26 m Skulpturenpark Magdeburg                                                | Fritz Cremer (1906–1993)                                       | International bekannt wurde die einen im Klettern begriffenen Mann zeigende Plastik Aufsteigender, da sie seitens der DDR im Jahr 1975 den Vereinten Nationen geschenkt wurde und im Park des UNO-Hauptquartier in New York City aufgestellt wurde. Zweitgüsse befinden sich im Skulpturenpark Magdeburg und vor der Kunsthalle Rostock. Mit seinem Werk drückte der Kommunist Fritz Cremer den Kampf und das Leiden der Menschen in ihrem Streben nach Befreiung von den Fesseln ihrer Vergangenheit aus. Leid, Kampf und Sieg gehören nach der Ansicht des Künstlers zusammen. Sein Werk soll den Aufstieg des Menschen symbolisieren, der sich seiner historischen Rolle bewusst werde und seine Stärke entfalte. |
|      | Großer Schreitender Mann 1969 Bronze Skulpturenpark Magdeburg                                                | Wieland Förster (* 1930)                                       | |
|      | Schwimmerin 1969 Bronze Skulpturenpark Magdeburg                                                             | Jenny Mucchi-Wiegmann (1895–1969)                              | |
|      | Inborn Power 1970 Beton 76 cm Skulpturenpark Magdeburg                                                       | René Graetz (1908–1974)                                        | Inborn Power, zu deutsch etwa Natürliche Kraft, ist eine abstrakte Plastik. Die entfernt an eine Katze erinnernde Skulptur wird in der Literatur als „Gefüge biomorpher raumplastischer Elemente“ beschrieben. René Graetz hatte anfangs konkrete figürliche Darstellungen des Menschen geschaffen. Nachdem er 1945 Henry Moore in London kennengelernt hatte, brach mit seinem bisherigen Werk und fand eine für ihn völlig neue Formensprache, indem er sich an Moores abstrahierenden Schaffen orientierte. Auch der für eine in der DDR entstandene Arbeit ungewöhnliche englische Titel versinnbildlicht diese für bildplastische Arbeiten in der DDR besondere Entwicklung. |
|      | Große Neeberger Figur 1971–1974/1997 Bronze, 3,18 m Skulpturenpark Magdeburg                                 | Wieland Förster (* 1930)                                       | Die Plastik von dem Bildhauer Wieland Förster entstand mit mehreren Überarbeitungen in den Jahren 1971 bis 1974 und 1997. Die Große Neeberger Figur gilt als eines der wichtigsten Werke der Bildhauerei in der DDR. Sie stellt eine Frau mit emporgestreckten Armen dar, wobei die Proportionen deutlich überstreckt sind. Die Figur ist nur mit einem Stück Stoff bekleidet, das Gesicht und Schultern bedeckt und gerafft auf den Brüsten aufliegt. |
|      | Vertschaupet II 1979/1980 Sphäroguss, Stahl 1,51 m hoch 3,87 m lang Skulpturenpark Magdeburg                 | Schang Hutter (1934–2021)                                      | Der Begriff Vertschaupet stammt aus dem Schweizerdeutschen und bedeutet so viel wie zertreten. Schang Hutter setzte sich mit der Frage des Besitzens von Macht und der Zufügung von Leid auseinander. Er wollte das Übersehene, zur Seite gedrängte, Unterdrückte und Alleingelassene thematisieren. Die von Menschen ersonnenen Vernichtungsmöglichkeiten anderer Menschen beschäftigten Hutter. Acht an Strichmännchen erinnernde Figuren stehen, sitzen oder liegen auf einer Fläche. Einige sind Teil der Fläche und in diese versunken. Die Installation Vertschaupet II geht auf ein aus einfachen Holzlatten geformtes entsprechendes Werk zurück. Die Form der Figuren ist für Hutter typisch, dem es genügt die Richtung der Gestalt, den inneren Zustand anzuzeigen und den Raum zu umschreiben, ohne die Figur in ihrer ganzen Gestalt darzustellen. Die Installation befindet sich nördlich der Grünen Zitadelle von Magdeburg, dem Magdeburger Hundertwasserhaus. |
|      | Stehende und Ruhende Gruppe 1979/1985 Bronze Skulpturenpark Magdeburg                                        | Sabina Grzimek (* 1942)                                        | |
|      | Endzeit 1983 Eisenguss 2,01 m Skulpturenpark Magdeburg                                                       | Helmut Lander (1924–2013)                                      | Fünf große Figuren bzw. ihre Umrisse stehen auf einer Betonfläche. Vor ihnen liegen ihre, zum Teil verstümmelten Schattenwürfe. Die Installation Endzeit beschäftigt sich mit den Folgen des Atombombenabwurfs auf Hiroshima vom 6. August 1945. Dabei nimmt Helmut Lander auf die überaus starke Wirkung der Atombombe Bezug, nach der Menschen vollständig vernichtet wurden und nur Schatten ihrer Umrisse an Ruinen oder Wegen zu erkennen waren. Das Werk des damals in der Bundesrepublik Deutschland lebenden Künstlers entstand unter dem Eindruck der nach dem NATO-Doppelbeschluss erfolgenden Stationierung von atomaren Mittelstreckenwaffen in der Bundesrepublik. Die Installation steht nördlich der Grünen Zitadelle, dem Magdeburger Hundertwasserhaus, auf dem Erhard-Hübener-Platz. |
|      | Werra und Saale 1982–86 Bronze Skulpturenpark Magdeburg                                                      | Werner Stötzer (1931–2010)                                     | Zwei Frauen sitzen eng umschlungen auf einer Plattform, Werra und Saale. Werner Stötzer verfremdet in seiner Skulptur die beiden Flüsse als Frauen. |
|      | Kunstblick 1996/98 Stahl, Glas Höhe 1,30 m Skulpturenpark Magdeburg                                          | Dagmar Schmidt (* 1963)                                        | Die Skulptur war das einzige Magdeburger Exponat der Ausstellung Verlängerte Frohe Zukunft - Kunst____Sachsen-Anhalt 1999 und als spezifische zeitgenössische künstlerische Position im Skulpturenpark ausgewählt. |
|      | Gewächshaus 1996/2005 Stahlrohr 6 m × 4 m × 20 m Skulpturenpark Magdeburg                                    | Johanna Bartl Wieland Krause Olaf Wegewitz                     | Die Installation wurde anlässlich des 1200-jährigen Stadtjubiläums Magdeburgs im Jahr 2005 der Landeshauptstadt vom Land Sachsen-Anhalt geschenkt. Das Gewächshaus war ursprünglich Teil der Gewächshausanlage beim Kraftwerk Vockerode, der größten Gewächshausanlage in der DDR, welche 1991 zusammen mit dem Kraftwerk stillgelegt wurde. Das Innere des Gewächshausgerüstes wird nicht gemäht oder sonst bearbeitet. Der zunehmende Bewuchs ist somit Teil des Kunstwerkes. Das Projekt wird durch ein künstlerisches Archiv begleitet, in welchem Fotografien, Zeichnungen, Videos und sonstige Dokumente zum Verlauf der Existenz der Skulptur bewahrt werden. Das Werk setzt sich somit aus dem gedanklichen Experiment, dem natürlichen Wachstum und der Beobachtung des Geschehens zusammen. Das Gewächshaus wurde Ende September 2013 abgebaut. |
|      | Chrysalis Magdeburg 1996/2006 Bronze, Messing 75 cm × 21,5 cm × 74,4 cm (B × H × T) Skulpturenpark Magdeburg | Ian Hamilton Finlay (1925–2006)                                | Die Plastik zeigt eine bronzene Schiffsschraube, die in einem aus Messing gefertigten Behältnis liegt. Das Behältnis ähnelt einer Holzpalette. Eine der hölzern wirkenden Messingstreben trägt die Inschrift Chrysalis. Als Chrysalis wird der Zeitraum bezeichnet, in welchem sich die Metamorphose eines Insekts vollzieht bzw. die Puppe, also das metamorphierende Insekt selbst. Im Kunstwerk ist demnach die Schiffsschraube das sich in der Metamorphose befindende Objekt. Das Werk wurde von Finlay für die Ausstellung Wasser, Ströme, Zeiten DIE ELBE [in]between des Kunstmuseums Magdeburg vorgeschlagen. Das Werk geht auf das von Finlay kreierte „Ein-Wort-Poem“ Crate (dt. „Kiste“) zurück. Finlay sah in der großen Artenvielfalt, die sich aus der mit ständiger Anpassung und Spezialisierung einhergehenden und Ästhetik und Funktionalität vereinenden Evolutionsgeschichte ergibt, ein Vorbild für die ethischen Ziele der Menschheit.                  |
|      | Magdeburger Reiter 13. Jahrhundert Sandstein                                                                 | anonym                                                         | Der Magdeburger Reiter ist das erste freistehende Reiterstandbild nördlich der Alpen und entstand Mitte des 13. Jahrhunderts. Eine Kopie, vom Magdeburger Bildhauer Heinrich Apel 1966 angefertigt und 2000 vergoldet, steht auf dem Alten Markt. Die originale Skulpturengruppe wird seitdem aus konservatorischen Gründen im Kulturhistorischen Museum Magdeburg aufbewahrt. |
|      | Lutherdenkmal 1886 Bronze, Granit                                                                            | Emil Hundrieser (1846–1911)                                    | Der Berliner Bildhauer Emil Hundrieser schuf im Jahre 1886 das Bronzestandbild (gegossen von der Bronzegießerei Gladenbeck, Berlin) zur Erinnerung an die Predigt von Martin Luther am 26. Juni 1524 in dieser Kirche. Nach 1989 erhielt das Denkmal einen neuen Sockel mit der Inschrift „Gottes Wort mit uns in Ewigkeit“. Standort: Sankt-Johannis-Kirche, Altstadt |
|      | Mahnmal für die Magdeburger Widerstandskämpfer 1965 Bronze, Beton                                            | Eberhard Roßdeutscher (1921–1980)                              | Das vom Magdeburger Bildhauer Eberhard Roßdeutscher geschaffene Mahnmal erinnert an 62 während des Dritten Reiches ermordete Magdeburger Bürger. Standort: Steubenpark (im Dreieck zwischen Steubenallee, Harnackstraße und Schellingstraße), Altstadt |
|      | Otto-von-Guericke-Denkmal 1907 Bronze, Granit                                                                | Carl Echtermeyer                                               | Das Denkmal würdigt den Naturwissenschaftler und Bürgermeister von Magdeburg Otto von Guericke. Standort: Altstadt |
|      | Magdeburger Halbkugelversuch 2002 Bronze, Edelstahl, Beton                                                   | Thomas Virnich (* 1957)                                        | Der Braunschweiger Professor Thomas Virnich schuf diese Großplastik zur Erinnerung an den Magdeburger Halbkugelversuch von 1657 durch Otto von Guericke. Standort: Ratswaage-Platz |
|      | Terrakottarelief um 1988 Ziegel                                                                              | Bruno Groth (1926–2018)                                        | Im Eingangsbereich zum Verwaltungsbau schuf Bruno Groth ein konsequent auf das Grundmaterial Terrakotta reduziertes Wandrelief. Das Material gibt die Farbpalette vor. Mit diesen Farbtönen und mit der Form des Ziegels spielt der Künstler auf der Fläche. Standort: Sieverstor-Straße |
|      | Mahnmal Zwangsarbeiterlager Diana 2005 Marmor                                                                | Wolfgang Roßdeutscher (* 1945)                                 | Das Zwangsarbeiterlager Diana im Stadtteil Westerhüsen entstand 1942 auf einem zuvor seit 1925 als Sportplatz genutzten Areal, Bauherr war das Chemiewerk Fahlberg-List, dessen Produktionsstätte sich weiter nordöstlich befand. Das Lager befand sich unmittelbar nördlich des Friedhofs Westerhüsen, westlich der Holsteiner Straße. Heute befindet sich auf dem Gelände der Sportplatz Tonschacht. Die Zahl der durch die Zwangsarbeit umgekommenen Bewohner des Lagers ist nicht genau bekannt. Im Jahr 2005 wurde zum Gedenken an das Lager eine von Wolfgang Roßdeutscher geschaffene Gedenkstele aufgestellt. |

## Kunst im öffentlichen Raum in Magdeburg Neu Olvenstedt
Der Magdeburger Stadtteil Neu Olvenstedt wurde ab der 1980er Jahre als „Experimentalkomplex“ für den sozialistischen Wohnungsbau der Zukunft errichtet. Bestandteil der Planung war ein flächendeckendes Kunstkonzept mit Skulpturen, Brunnen und Keramikbildern sowie darauf abgestimmter systematischer Farbgestaltung der Hausfassaden. Die Neu-Olvenstedter Kunstwerke sind Repräsentanten ihrer Entstehungszeit; namhafte Magdeburger bzw. sachsen-anhaltische Künstler wie Heinrich Apel, Manfred Gabriel, Bruno Groth, Klaus F. Messerschmidt, Annedore und Wolfgang Policek sind ihre Schöpfer. Zum Thema Kunst Neu Olvenstedt engagiert sich das Büro für Stadtteilarbeit für die Wiederentdeckung dieser Kunstwerke; Kunst-Stadtspaziergänge und Workshops sollen Anwohner und kulturell Interessierte von anderswo auf den Stadtteil und seine Kunstwerke aufmerksam machen.
| Bild | Kunstwerk / Jahr                                                                    | Künstler                                                         | Anmerkungen |
| ---- | ----------------------------------------------------------------------------------- | ---------------------------------------------------------------- | --- |
|      | Wasserläufer 1992 Bronze, ursprünglich teilweise farbig                             | Klaus Friedrich Messerschmidt (* 1945)                           | Das kreisförmige Brunnenbecken wird von einer flachen Rinne geformt. Inmitten der ruhigen Wasserfläche schreitet die Bronzefigur mit seitlich ausgebreiteten Armen. Die Füße des Schreitenden stehen auf zwei unter dem Wasserspiegel abschließenden Edelstahlsockeln. Die Brunnenskulptur entstand ursprünglich nach Fertigstellung der abwechslungsreich gegliederten Marktplatzfläche aus einem künstlerischen Wettbewerb. Der rechteckig geformte, mittig leicht abgesenkten Platz ist den Fußgängern sowie tangierend den Radfahrern vorbehalten und nur an seiner südwestlichen Seite führt eine Einbahnstraße den Autoverkehr am Platz vorbei. Der Brunnen bildet das Zentrum der radialsymmetrisch angelegten Platzgestaltung und vermittelt heute nach dem Abriss der Platzrückwand und der nordwestlichen Wohngebäude in der Marktbreite mit seiner senkrechten Form in die zentrale Achse der neuen Parkanlagen. Die meist ruhige, kreisförmige Wasserfläche rahmt die Figur und grenzt einen autonomen Bereich für sie ein. Die Spiegelung der Figur und der Himmelsfarben auf der Wasseroberfläche öffnet das Kunstwerk zugleich förmlich zum Kosmos. Gesamthöhe der Skulptur 1,90 m, Durchmesser des Brunnenbeckens 5,10 m, Tiefe des Beckens 15 cm. |
|      | Spielende Kinder 1991 Bronze, Sandstein                                             | Heinrich Apel (1935–2020)                                        | Der in Magdeburg bekannte Künstler und Restaurator Heinrich Apel wirkte seit seinem Studienabschluss bei Gustav Weidanz im Jahre 1959 an der Kunsthochschule Burg Giebichenstein in Halle (Saale) in der Stadt Magdeburg und schuf seitdem zahlreiche bekannte Skulpturen und Brunnen für den öffentlichen Raum. Dieser Brunnen sollte „den Schnittpunkt Marktbreite, Dr. Eisenberg-Plan und Brunnenstieg“ städtebaulich betonen. Das radialsymmetrisch, auf kleeblattförmigen Grundriss gestaltete Becken dieses Brunnens mit einem Mittelsteher krönen die beiden Hauptfiguren. Ein stehender Junge mit Zeitungshut auf dem Kopf und Handtuch über der Schulter scheint im Spiel einem kleineren, auf dem Rücken liegenden Kind aus einem Schuh Wasser ins Gesicht zu spritzen, das seinerseits wiederum Wasser auf seinen Spielkameraden spuckt. Das Brunnenbecken steht mittig auf einem kreisrunden, stufenhohen Sockel. An den Berührungspunkten der konvex gewölbten Platten des Beckenrandes sind detailreich geformte Figurinen - Frosch, Eidechse, Krebs und Schlange – angeordnet. Den Frosch begleitet eine sich angstvoll umschauende kleine Hundefigur. Die Wahl des Getiers lässt Vanitassymbolik anklingen, so dass auch die Szene der Kinder durch die Requisiten Papiermütze = Narrenkappe, Schuh und ausgelassenes bis enthemmtes Spiel weitergehende ikonographische Deutungen herauszufordern scheint. Eine Figur wurde 2023 durch Metalldiebe entwendet. Die zweite Figur wurde sichergestellt. Es sind nur noch die Figuren am Brunnenrand vorhanden. Standort: Brunnenstieg |
|      | Hauszeichen ca. 1985 Glasur auf Keramik                                             | Manfred Gabriel (* 1939)                                         | Zahlreiche Hauszeichen wurden von den Künstlern Frank Borisch, Manfred Gabriel, Annedore und Wolfgang Policek für den neuen Stadtteil entworfen, von Bruno Groth im VEB Plattenwerk Meissen in glasierte Keramikfliesen umgesetzt und auf die Fassadenplatten aus Stahlbeton montiert. Die Hauszeichen in Neu Olvenstedt sind als bewusstes Zitat und zugleich damalige zeitgenössische Form der in Magdeburg seit dem Mittelalter verbreiteten Hauskennzeichnung mittels symbolischen Bildern zu werten. Das ordnet sie in die Stadtbaugeschichte ein. Im Quartier Marktbreite sind noch 3 Supraporten erhalten: Hausnummer 110, 111, 112. Das Beispiel zeigt den Hauseingang Marktbreite 112 im Jahr 2012. |
|      | Luftfahrt 1991 Silikatmalerei auf Beton                                             | Annedore Policek (* 1935), Ursula Schneider-Schulz (1925 – 2015) | Die Betonform der Bildhauerin Ursula Schneider-Schulz hat die Malerin und Textilkünstlerin Annedore Policek mit abstrahierten Formelementen aus der Themenwelt „Verkehr“ gestaltet. Das plastische Erkennungszeichen markiert die Kindereinrichtung „Die Brücke Magdeburg e. V.“ im Stadtraum. Die ca. 235 cm hohe Skulptur mit Sockel wurde wegen Beeinträchtigungen durch Graffiti, Abwittern der Farbe und Moosbewuchs im Jahre 2009 komplett restauriert und ist aus diesem Anlass von Annedore Policek mit veränderter Gestaltung neu bemalt worden. Standort: Bruno-Taut-Ring, neben „Die Brücke Magdeburg“ e. V. |
|      | Schlange, Metalltier 1990 V2A-Stahl ca. 2,50m                                       | Hartmut Renner (* 1951)                                          | Als Reminiszenz an die einst bedeutende Stahl- und Metallindustrie in Magdeburg wurden für Neu Olvenstedt eine Reihe von Kunstwerken aus Metall in Auftrag gegeben, auch die Schlange von Hartmut Renner zählt dazu. Ein vierkantiger Metallwurm schlängelt sich den Fußweges entlang und lädt die Kinder zum Klettern und Rutschen ein. Wegbegleitend kriecht ein vierkantiger Metallwurm am Rande des Fußweges. Hartmut Renner, Absolvent von Irmtraud Ohme an der Kunsthochschule Burg Giebichenstein, ist durch seine Stahlskulpturen im öffentlichen Raum in verschiedenen Städten bekannt. Standort: Marktbreite |
|      | Steine am Weg, Tierplagiat 1984 Klinker, Beton, fünfteilig je ca. 1,3 × 0,8 × 0,6 m | Ute Scheffler-Schwenke                                           | Die Skulpturengruppe wird auch als „Spielplastiken am Parkweg“ bezeichnet. Sie unterstreichen die Vorstellungen der Bildkünstlerischen Konzept im 1. Bauabschnitt Quartier Parkweg, für den benutzbare Kunstwerke geschaffen werden sollten, die sich besonders an Kinder und Jugendliche wenden. Die rustikalen Objekte laden in der Tat zum Bespielen und darauf Sitzen ein. In den Intarsien aus Ton lassen sich Silhouetten und Schattenbilder von Tieren entdecken. Standort: Hans-Grade-Straße, Quartier Parkweg |
|      | Schifffahrt 1991 Silikatmalerei auf Beton                                           | Annedore Policek (* 1935), Ursula Schneider-Schulz (1925 – 2015) | Die mit dem Sockel förmlich verschmolzene Stele aus Beton Betonform der Keramikkünstlerin Ursula Schneider-Schulz hat die Malerin und Textilkünstlerin Annedore Policek mit abstrahierten Formelementen gestaltet. Das plastische Erkennungszeichen markiert den Eingang zum „Kinderhaus am Stern“ im Stadtraum. Die ca. 235 cm hohe Skulptur mit Sockel wurde wegen Beeinträchtigungen durch Graffiti, Abwittern der Farbe und Moosbewuchs im Jahre 2009 komplett restauriert und ist aus diesem Anlass von Annedore Policek neu gestaltet worden. Standort: Sankt-Josef-Straße, neben dem „Kinderhaus am Stern“ |
|      | Waldhof 1983 Glasur auf Keramik "Meißner Baukeramik"                                | Annedore Policek (* 1935), und Wolfgang Policek (1932–2000)      | Die Gemeinschaftseinrichtung im Waldhof ist von dem bekannten Künstlerpaar rundum mit in sich differenzierten Bildern gestaltet worden, die mit dem Bildgrund der Fassade verschmelzen. Abstrakte Figuren erinnern fantasievoll an Flora und Fauna und wirken nahezu exotisch verspielt. Die Formkompositionen akzentuieren die jeweilige Fassadenfläche und fabulieren mit freier Leichtigkeit zwischen den hellen Fliesenstreifen auf Sockel und Drempel. Standort: Waldhof, Hans-Grade-Straße-24, Quartier Parkweg |
|      | Fliederhof 1987 Glasur auf Keramikfliesen                                           | Bruno Groth (1926–2018)                                          | In Neu Olvenstedt gibt es mehrere solcher Nachbarschaftszentren, sogenannte Wohngemeinschaftseinrichtungen. Das sind gemeinschaftlich nutzbare Räume für die Bewohner des Quartiers. Der Künstler Bruno Groth gestaltete dieses Gebäude, inspiriert durch den Namen des Hofes, rundum mit floral-abstrakten Formen in Grün- und Violetttönen. Das Gebäude wurde im Mai 2013 abgerissen. Ehemaliger Standort: Johannes-Göderitz-Straße |
|      | Pergola 1989 Keramik, Holz, Stahl                                                   | Igor Propopenkow, Lwow Gunter Wächtler, Berlin                   | Die Pergola aus auf der Töpferscheibe gedrehten Elementen schafft einen Rahmen für die Sitzgelegenheiten auf dem kleinen Zwischenplateau. Nach den Vorstellungen der Projektentwickler sollte dieser „Verweilbereich“ mit einer „naturhaften, formgestalterisch originellen Lösung“ und mit „Elementen, die der Geselligkeit und Kommunikation förderlich sind“ ausgestattet sein und speziell von Jugendlichen genutzt werden. Standort: Marktbreite |
|      | Windspiel Flügelpaar 1997 Edelstahl, zweiteilig                                     | Wilfried Heider (1939–1999)                                      | Nach dem Neu Olvenstedter Kunstkonzept sollten im 2. Bauabschnitt um die Marktbreite acht kinetische Metallplastiken aufgestellt werden, die Formelemente des damals in Magdeburg stark vertretenen Schwermaschinenbaus in einem künstlerisch überhöhten Sinne thematisieren. Hierzu zählte auch das Windspiel von Wilfried Heider, das heute auf dem Gelände des Albert-Einstein-Gymnasiums steht. Zwei sechs Meter hohe Edelstahlrohre tragen an ihrem oberen Ende je eine übereinander gesetzte Lamellenreihe, die sich durchkämmen wechselseitig durchkämmen. Die beiden bei Wind rotierenden, flügelartigen „Quirle“ aus nach einer Seite offenen Hohlformen sind innen in der Farbreihenfolge des Regenbogens gestaltet. Das Büro für architekturbezogene Kunst des Bezirkes Magdeburg schloss am 20. September 1982 mit Wilfried Heider einen Vertrag über die kinetische Metallplastik ab. Sie sollte zwischen Giebel 54 und geplanter Gaststätte ihren Platz finden, so der Planungsstand im März 1983. Im Februar 1989 war September 1989 als Termin für den Aufbau geplant, während im Mai 1991 nur von Fundamentarbeiten im laufenden Jahr gesprochen wurde. Schließlich wurde die Skulptur 1997 an ihrem heutigen Standort aufgebaut. Standort: Olvenstedter Graseweg |